# Michel Tromont
Michel Jules Arthur Tromont (Quiévrain, 24 de junho de 1937 – 9 de julho de 2018) foi um político belga.

## Carreira
Foi um membro do Liberal Reformista do Partido, ele era um deputado na Câmara dos Representantes, de 1978 a 1983, servindo como Ministro da Educação Nacional entre 1981 e 1983 e prefeito de Quiévrain de 1977 a 1983. Ele também foi Governador da província de Hainaut, de 1983 a 2004.
Morreu em 9 de julho de 2018, aos 81 anos.